# Ла-Секера-де-Аса
Ла-Секера-де-Аса (ісп. La Sequera de Haza) — муніципалітет в Іспанії, у складі автономної спільноти Кастилія-і-Леон, у провінції Бургос. Населення — 49 осіб (2010).
Муніципалітет розташований на відстані близько 130 км на північ від Мадрида, 90 км на південь від Бургоса.

## Демографія
Динаміка населення (INE ):